# Olympische Geschichte der Föderierten Staaten von Mikronesien
| Gelbes Symbol für Goldmedaillen mit stilisierten Olympischen Ringen | Graues Symbol für Silbermedaillen mit stilisierten Olympischen Ringen | Braundes Symbol für Bronzemedaillen mit stilisierten Olympischen Ringen |
| ------------------------------------------------------------------- | --------------------------------------------------------------------- | ----------------------------------------------------------------------- |
| —                                                                   | —                                                                     | —                                                                       |

Die Föderierten Staaten von Mikronesien, deren NOK, das Federated States of Micronesia National Olympic Committee, 1995 gegründet wurde, nehmen seit 2000 an Olympischen Sommerspielen teil. An Winterspielen nahm bislang kein Athlet der Pazifikinseln teil. Jugendliche Athleten wurden zu allen drei bisher ausgetragenen Jugend-Sommerspielen geschickt.
Medaillen konnten Sportler und Sportlerinnen Mikronesiens bis 2024 nicht gewinnen.

## Allgemeine Übersicht

### Olympische Spiele

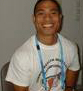
Manuel Minginfel

Die erste Olympiamannschaft der Mikronesiens bestand aus Leichtathleten, Schwimmern und Gewichthebern. 2012 nahm erstmals ein Ringer teil, 2016 eine Boxerin.
Der Gewichtheber Manuel Minginfel sowie die Schwimmer Welbert Samuel und Tracy Ann Route als erste Frau waren am 16. September 2000 die ersten Olympioniken Mikronesiens. Manuel Minginfel nahm insgesamt vier Mal an Olympischen Spielen teil. Jedes Mal war er der Fahnenträger der mikronesischen Delegation.

### Olympische Jugendspiele
Mit drei Jugendlichen nahm Mikronesien an den Jugend-Sommerspielen 2010 in Singapur teil. Ein Junge und zwei Mädchen traten in den Sportarten Leichtathletik und Schwimmen an.
2014 in Nanjing nahmen vier jugendliche Athleten, zwei Jungen und zwei Mädchen, teil. Sie traten in der Leichtathletik, im Schwimmen und im Gewichtheben an. Zu den darauffolgenden Wettkämpfen in Buenos Aires 2018 entsandte Mikronesien erstmals einen Ringer, weiterhin nahm eine Leichtathletin und eine Schwimmerin teil.

## Übersicht der Teilnahmen

### Sommerspiele
| Jahr      | Athleten           | Athleten           | Athleten           | Sportarten         | Sportarten         | Sportarten         | Sportarten         | Sportarten         | Medaillen          | Medaillen          | Medaillen          | Medaillen          | Rang               |
| Jahr      | Gesamt             |                    |                    |                    |                    |                    |                    |                    |                    |                    |                    | Medaillen – Gesamt | Rang               |
| --------- | ------------------ | ------------------ | ------------------ | ------------------ | ------------------ | ------------------ | ------------------ | ------------------ | ------------------ | ------------------ | ------------------ | ------------------ | ------------------ |
| 1896–1996 | nicht teilgenommen | nicht teilgenommen | nicht teilgenommen | nicht teilgenommen | nicht teilgenommen | nicht teilgenommen | nicht teilgenommen | nicht teilgenommen | nicht teilgenommen | nicht teilgenommen | nicht teilgenommen | nicht teilgenommen | nicht teilgenommen |
| 2000      | 5                  | 3                  | 2                  |                    | 1                  | 2                  |                    | 2                  |                    |                    |                    |                    |                    |
| 2004      | 5                  | 3                  | 2                  |                    | 1                  | 2                  |                    | 2                  |                    |                    |                    |                    |                    |
| 2008      | 5                  | 3                  | 2                  |                    | 1                  | 2                  |                    | 2                  |                    |                    |                    |                    |                    |
| 2012      | 6                  | 4                  | 2                  |                    | 1                  | 2                  | 1                  | 2                  |                    |                    |                    |                    |                    |
| 2016      | 5                  | 2                  | 3                  | 1                  |                    | 2                  |                    | 2                  |                    |                    |                    |                    |                    |
| 2020      | 3                  | 2                  | 1                  |                    |                    | 1                  |                    | 2                  |                    |                    |                    |                    |                    |
| 2024      | 3                  | 2                  | 1                  |                    |                    | 1                  |                    | 2                  |                    |                    |                    |                    |                    |
| Gesamt    | Gesamt             | Gesamt             | Gesamt             | Gesamt             | Gesamt             | Gesamt             | Gesamt             | Gesamt             | 0                  | 0                  | 0                  | 0                  |                    |

### Winterspiele
| Jahr      | Athleten           | Athleten           | Athleten           | Sportarten         | Medaillen          | Medaillen          | Medaillen          | Medaillen          | Medaillen          |
| Jahr      | Gesamt             |                    |                    | Sportarten         |                    |                    |                    | Medaillen – Gesamt | Rang               |
| --------- | ------------------ | ------------------ | ------------------ | ------------------ | ------------------ | ------------------ | ------------------ | ------------------ | ------------------ |
| 1924–2022 | nicht teilgenommen | nicht teilgenommen | nicht teilgenommen | nicht teilgenommen | nicht teilgenommen | nicht teilgenommen | nicht teilgenommen | nicht teilgenommen | nicht teilgenommen |
| Gesamt    | Gesamt             | Gesamt             | Gesamt             | Gesamt             | 0                  | 0                  | 0                  | 0                  | -                  |

### Jugend-Sommerspiele
| Jahr   | Athleten | Athleten | Athleten | Sportarten | Sportarten | Sportarten | Sportarten | Medaillen | Medaillen | Medaillen | Medaillen          | Medaillen |
| Jahr   | Gesamt   |          |          |            |            |            |            |           |           |           | Medaillen – Gesamt | Rang      |
| ------ | -------- | -------- | -------- | ---------- | ---------- | ---------- | ---------- | --------- | --------- | --------- | ------------------ | --------- |
| 2010   | 3        | 1        | 2        |            | 1          |            | 2          |           |           |           |                    |           |
| 2014   | 4        | 2        | 2        | 1          | 1          |            | 2          |           |           |           |                    |           |
| 2018   | 3        | 1        | 2        |            | 1          | 1          | 1          |           |           |           |                    |           |
| Gesamt | Gesamt   | Gesamt   | Gesamt   | Gesamt     | Gesamt     | Gesamt     | Gesamt     | 0         | 0         | 0         | 0                  |           |

### Jugend-Winterspiele
| Jahr      | Athleten           | Athleten           | Athleten           | Sportarten         | Medaillen          | Medaillen          | Medaillen          | Medaillen          | Medaillen          |
| Jahr      | Gesamt             |                    |                    | Sportarten         |                    |                    |                    | Medaillen – Gesamt | Rang               |
| --------- | ------------------ | ------------------ | ------------------ | ------------------ | ------------------ | ------------------ | ------------------ | ------------------ | ------------------ |
| 2012–2024 | nicht teilgenommen | nicht teilgenommen | nicht teilgenommen | nicht teilgenommen | nicht teilgenommen | nicht teilgenommen | nicht teilgenommen | nicht teilgenommen | nicht teilgenommen |
| Gesamt    | Gesamt             | Gesamt             | Gesamt             | Gesamt             | 0                  | 0                  | 0                  | 0                  | -                  |

## Medaillengewinner

### Goldmedaillen
Bislang (Stand 2024) keine Goldmedaille

### Silbermedaillen
Bislang (Stand 2024) keine Silbermedaille

### Bronzemedaillen
Bislang (Stand 2024) keine Bronzemedaille